# بازاريون

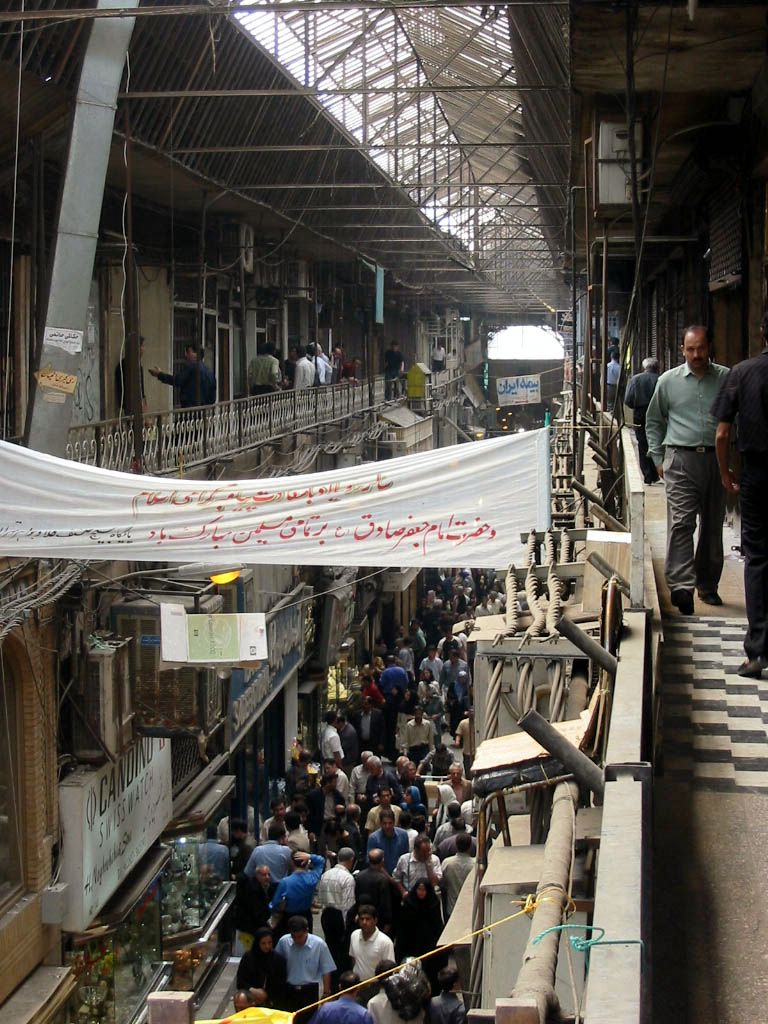
البازار الكبير في طهران (2004)

البازاريون (بالفارسية: بازاری) هم طبقة التجار وعمال البازارات، في الأسواق التقليدية في إيران. البازاريون هم من يمارسون "التجارة البسيطة من النوع التقليدي، أو شبه التقليدي، والتي تتركز حول البازار وثقافته الإسلامية". وقد تم وصفهم بأنهم "فئة الأشخاص الذين ساعدوا في صنع الثورة الإيرانية عام 1979 م".، مفرد الكملة هو بازاري.
يتضمن التعريف الأوسع والأحدث التجار التقليديين خارج إيران، "طبقة اجتماعية... في الأماكن التي يمر فيها المجتمع بمرحلة تحديث محرجة؛ حيث يمر البازار بمرحلة انتقالية بين عالم ألف ليلة وليلة وعالم مراكز التسوق في الضواحي"، ومن الأمثلة على ذلك التجار التقليديين (المسلمون أيضًا) الذين يدعمون جماعة الإخوان المسلمين في مصر. ومع ذلك، فقد لُوحظ أيضًا أن التجار في بلدان الشرق الأوسط الأخرى هم في الغالب من السكان غير المسلمين من الأقليات دون النفوذ السياسي للبازاري في إيران.
يختلف البازاريون عن الطبقة الاجتماعية كما يتم تعريفها عادةً، حيث إنهم يشملون "تجار الجملة والمصرفيين الأثرياء" بالإضافة إلى العمال ذوي الدخل المنخفض. وهم متحدون ليس في علاقتهم بوسائل الإنتاج، بل "في مقاومتهم للاعتماد على الغرب وانتشار الأساليب الغربية"، و"موقفهم التقليدي"، و"روابطهم العائلية والمالية والثقافية الوثيقة" مع علماء الإسلام.
لقد لعب البازاريون، "بقيادة تجارهم الكبار"، بالتحالف مع العلماء المسلمون دورًا هامًّا في التاريخ الإيراني الحديث. كان التحالف "محوريًا" لاحتجاج التبغ الناجح ضد امتياز التبغ البريطاني في عامي 1891 و1892، والثورة الدستورية في عامي 1905 و1911، وخاصة في الإطاحة بمحمد رضا بهلوي في عام 1979 م. وقد دعم البازاريون ضحايا النضالات ضد الشاه في عام 1978 وأُسَرهم، فضلًا عن تقديم "الدعم المالي للإضرابات المناهضة للنظام التي بدأت في مايو/أيار 1978 بين طلاب الجامعات والمعلمين، وفي الخريف [1978] انتشرت إلى العمال والموظفين المدنيين".
لا يزال البازاريون يدعم الحكومة الحالية حتى اليوم، ومن الأمثلة على ذلك مدير مؤسسة نور محسن رفيق دوست [الإنجليزية]، الذي وصف الصحفي الأمريكي روبرت د. كابلان ثروته بأنها من المرجح أن تصل إلى "عشرات أو مئات الملايين من الدولارات".

## طالع أيضًا
- بازار
- السوق الإسلامي
- بيع بالتجزئة
- الطبقة الاجتماعية في إيران
- بازار
- الثورة الإيرانية
- البرجوازية الصغيرة [الإنجليزية]